# Intergroupe LGBT du Parlement européen
L'Intergroupe LGBT du Parlement européen rassemble des membres du Parlement européen de différents groupes politiques et défend les droits LGBT dans l'Union européenne.
Cet intergroupe est composé de 157 députés européens issus de cinq groupes (Renew, S&D, Vert/ALE, GUE/NGL, PPE), ce qui fait de lui le plus grand intergroupe du Parlement européen.

## Bureau

### 9elégislature
En 2022, Terry Reintke devenant co-présidente du groupe Verts/ALE, elle démissionne de son poste de coprésidente de l'intergroupe.
Composition actuelle :
| Fonction        | Nom | Nom                    | Groupe | Groupe      | Pays       |
| --------------- | --- | ---------------------- | ------ | ----------- | ---------- |
| Co-présidents   |     | Kim van Sparrentak     |        | Verts/ALE   | Pays-Bas   |
| Co-présidents   |     | Marc Angel             |        | S&D         | Luxembourg |
| Vice-présidents |     | Maria Walsh            |        | PPE         | Irlande    |
| Vice-présidents |     | Pierre Karleskind      |        | Renew       | France     |
| Vice-présidents |     | Malin Björk            |        | GUE/NGL     | Suède      |
| Vice-présidents |     | Fabio Massimo Castaldo |        | Non-inscrit | Italie     |